# コリア国際学園
コリア国際学園（コリアこくさいがくえん、英: Korea International School, 略称：KIS）は、2008年4月に大阪府茨木市に開校した各種学校。学校教育法の一条校の指定を受けると授業の大半は日本の教科書を使って日本語によって行われるため教育目的を達成することはできないとしている。このため特定非営利活動法人によって運営されている。学習指導要領にとらわれないカリキュラムを組むという。

## 概要
中等部1年から高等部3年まで1学年1学級の小さな学校
授業は原則として朝鮮語で行い、放課後や夏期休暇中の進学に向けた手厚いバックアップ体制、全国有数の進学塾との提携などを掲げている。
同校は国内外の大学への「現役合格」を目標としているため、このようなカリキュラムが組まれている。こうしたカリキュラムには「コリア版エリート養成校」と批判する声もあるが、姜尚中は「実践的な学力をつける試みであり、エリート、勝ち組のための学校にするつもりはない」と反論している。
学校教育法の一条校の指定を受けると授業の大半は日本の教科書を使って日本語によって行われるため教育目的を達成することはできないとしている。このため特定非営利活動法人によって運営されている。
この間にも理事長交代、校長交代、学園長、理事等の一部辞退など、人事の陣容も変わっている。
校舎は大阪府茨木市豊川2丁目であるが、開校時には建設完了していなかった。このため生徒は入学直後韓国の「アヒムナ平和学校」へ移動し、その後鶴橋の仮校舎に移動した。2008年9月2日に本校舎の竣工式が行われた。

生徒の中には日本国籍者の中にはコリアにルーツを持つ生徒も、韓国籍者も日本で生まれ育った「在日コリアン」もいれば、韓国からの留学生もいる。大阪府の茨木市は大阪の中でもコリアにルーツを持つ生徒も、韓国籍者も日本で生まれ育った在日コリアンは少ない地域である。
茨木市の豊川地区は、茨木市の中では中心街から離れており、傾斜地にある。

## 設立準備委員
開学にあたっての設立準備委員は以下の通りである。
- 金時鐘（詩人）
- 姜尚中（東京大学大学院情報学環教授）[4]
- 文弘宣（株式会社 アスコホールディングス 代表取締役会長 兼CEO）
- 李康烈（ウィンググループ会長）
- 姜誠（ルポライター）
- 白盛基（株式会社 ペックコーポレーション 代表取締役社長）
- 黒田征太郎（イラストレーター）
- 梁石日（作家）
- 寺脇研（京都造形芸術大学芸術学部教授、元文部科学省大臣官房審議官）
- 朴一（大阪市立大学経済学部教授）
- 金淳次（株式会社 エスエープランニング 代表取締役社長）
- 金希征（HANA文化交流センター 代表）
- 洪孝子（舞子インターナショナル・プリスクール 代表）
- 監事 金光龍（税理士）